# Edmund Muskie
Edmund Sixtus Muskie, född 28 mars 1914 i Rumford, Maine, död 26 mars 1996 i Washington, D.C., var en amerikansk politiker (demokrat). 

## Biografi
Edmund Muskie valdes till guvernör för Maine 1954. 1958 blev han vald till senator. I den rollen kämpade han för miljöfrågor. I 1968 års presidentval var han nominerad som vicepresident till demokratiska partiets presidentkandidat Hubert Humphrey, men de förlorade mot Richard Nixon. Inför valet 1972 ansågs Muskie vara favorit till att bli demokraternas presidentkandidat, men George McGovern vann nomineringen. Edmund Muskie utsågs till utrikesminister av Jimmy Carter 1980 efter att den förra utrikesministern Cyrus Vance sagt upp sig till följd av hanteringen av gisslankrisen i Iran i samband med den iranska revolutionen.